# Liste der Stolpersteine in Wülfrath

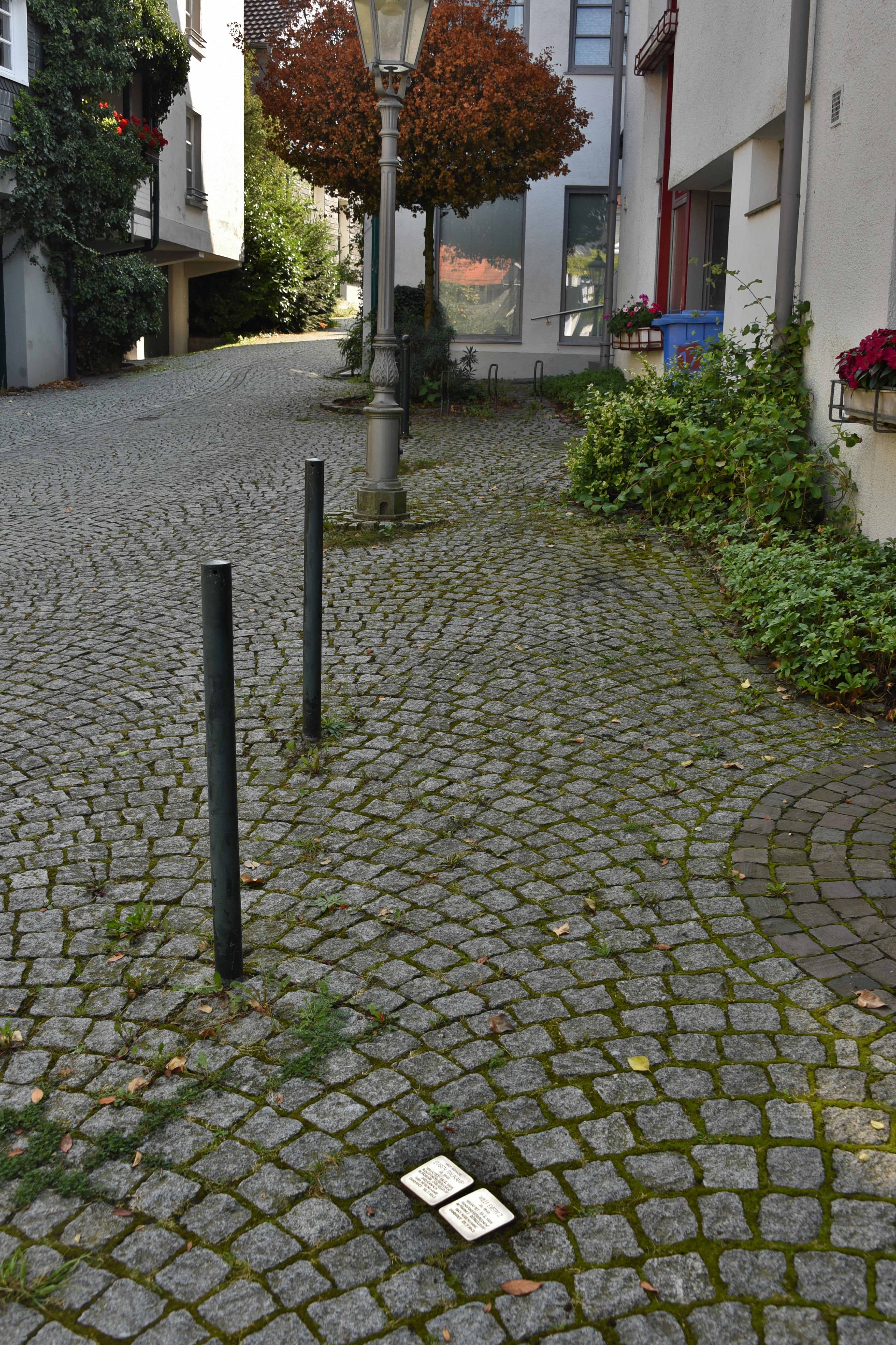
Stolpersteine in Wülfrath

Die Liste der Stolpersteine in Wülfrath enthält die Stolpersteine, die vom Kölner Künstler Gunter Demnig in der kreisangehörige Stadt Wülfrath im Kreis Mettmann verlegt wurden. Stolpersteine erinnern an das Schicksal der Menschen, die von den Nationalsozialisten ermordet, deportiert, vertrieben oder in den Suizid getrieben wurden. Sie liegen im Regelfall vor dem letzten selbst gewählten Wohnsitz des Opfers.
Der erste Stolperstein in Wülfrath wurde am 28. Februar 2008 vom Künstler persönlich verlegt.

## Verlegte Stolpersteine
| Stolperstein | Inschrift | Verlegeort                       | Name, Leben |
| ------------ | --- | -------------------------------- | --- |
|              | HIER WOHNTE JOHANNA BEYTH JG. 1889 DEPORTIERT NOV. 1941 ERMORDET 1942 IN MINSK                                                                          | Wilhelmstraße 98                 | Johanna Beyth wurde 1889 geboren. Ihre Eltern Ida und Georg führten ein Geschäft für Herrenoberbekleidung. Das Haus gehörte ihnen. Johanna Beyth war Musiklehrerin, später verdiente sie hr Geld als Näherin. Sie wurde im November 1941 deportiert und im Jahr darauf in Minsk ermordet. Ein kleines Gässlein in Wülfrath trägt seit 2003 ihren Namen, es liegt zwischen Wilhelmstraße und Heumarktstraße, unweit des ihr gewidmeten Stolpersteines. |
|              | HIER ARBEITETE HEINRICH DREIER JG. 1902 ZEUGE JEHOVAS VERHAFTET 30. März 1944 GEFÄNGNIS DÜSSELDORF GEFÄNGNIS WUPPERTAL-BENDAHL ÜBERLEBT                 | Panorama-Radweg am alten Bahnhof | Heinrich Dreier wurde 1902 geboren. Er wurde am 30. März 1944 verhaftet, weil er Zeuge Jehovas war. Nach Gefangenschaften in Düsseldorf und Wuppertal-Bendahl konnte er überleben. |
|              | MARIA SELMA DREIER JG. 1898 ZEUGIN JEHOVAS VERHAFTET 11. April 1944 GEFÄNGNIS DÜSSELDORF SCHICKSAL UNERKANNT                                            | Panorama-Radweg am alten Bahnhof | Maria Selma Dreier wurde 1898 geboren. Sie war Zeugin Jehovas, wurde am 11. April 1944 verhaftet und in das Gefängnis Düsseldorf eingeliefert. Ihr Schicksal ist unbekannt. |
|              | WILLI EVERTZ JG. 1908 VERHAFTET 19. April 1938 'RUNDFUNKVERBRECHEN' GEFÄNGNIS DÜSSELDORF 1943 NEUENGAMME ERMORDET 27. Juli 1943                         | Heumarktstraße 19                | Willi Evertz wurde 1908 geboren. Er wurde am 19. April 1938 verhaftet. Nach Haftzeit in Düsseldorf deportierten die Nationalsozialisten ihn 1943 ins Konzentrationslager Neuengamme, wo er am 27. Juli 1943 ermordet wurde. |
|              | HIER WOHNTE EUGEN RAUKAMP JG. 1905 VERHAFTET 19. April 1938 'RUNDFUNKVERBRECHEN' GEFÄNGNIS DÜSSELDORF BUCHENWALD 1938 NEUENGAMME ERMORDET 13. Juli 1943 | Heumarktstraße 19                | Eugen Raukamp wurde 1905 geboren. Er wurde am 19. April 1938 verhaftet. Nach Haftzeit in Düsseldorf deportierten die Nationalsozialisten ihn ins Konzentrationslager Buchenwald, später nach Neuengamme, wo er am 13. Juli 1943 ermordet wurde. |

## Verlegungen
- 28. Februar 2008: Wilhelmstraße 98
- 20. Februar 2017: Panoramarundweg, Heumarktstraße 19

Drei Gymnasiasten, Hanna Albrecht, Erik Hohnhorst und Andreas Schmitz, leisteten die Vorarbeiten für die 2017er Verlegungen. Sie recherchierten die Lebensgeschichten der Zeugen Jehovas, die vom NS-Regime verfolgt und verhaftet wurden. Initiiert wurde die zweite Welle an Verlegungen vom Historiker Frank Homberg, der die Nachforschungen zu den Opfern, derer in der Heumarktstraße gedacht wird, übernahm.